# Гастроскан
Гастроскан — (грец. gaster-шлунок + англ. scanner) — сімейство комп'ютерних приладів для дослідження функцій шлунково-кишкового тракту (ШКТ)  — внутрішньошлункової рН-метрії, добової рН-метрії, езофаго-рН-моніторинга, гастрокардіографії, внутрішньопорожнинної манометрії, електрогастроентерографії. Гастроскан та Gastroscan є зареєстрованими товарними знаками ЗАТ НВП «Істок-Система» (рос. ЗАО НПП «Исток-Система»).

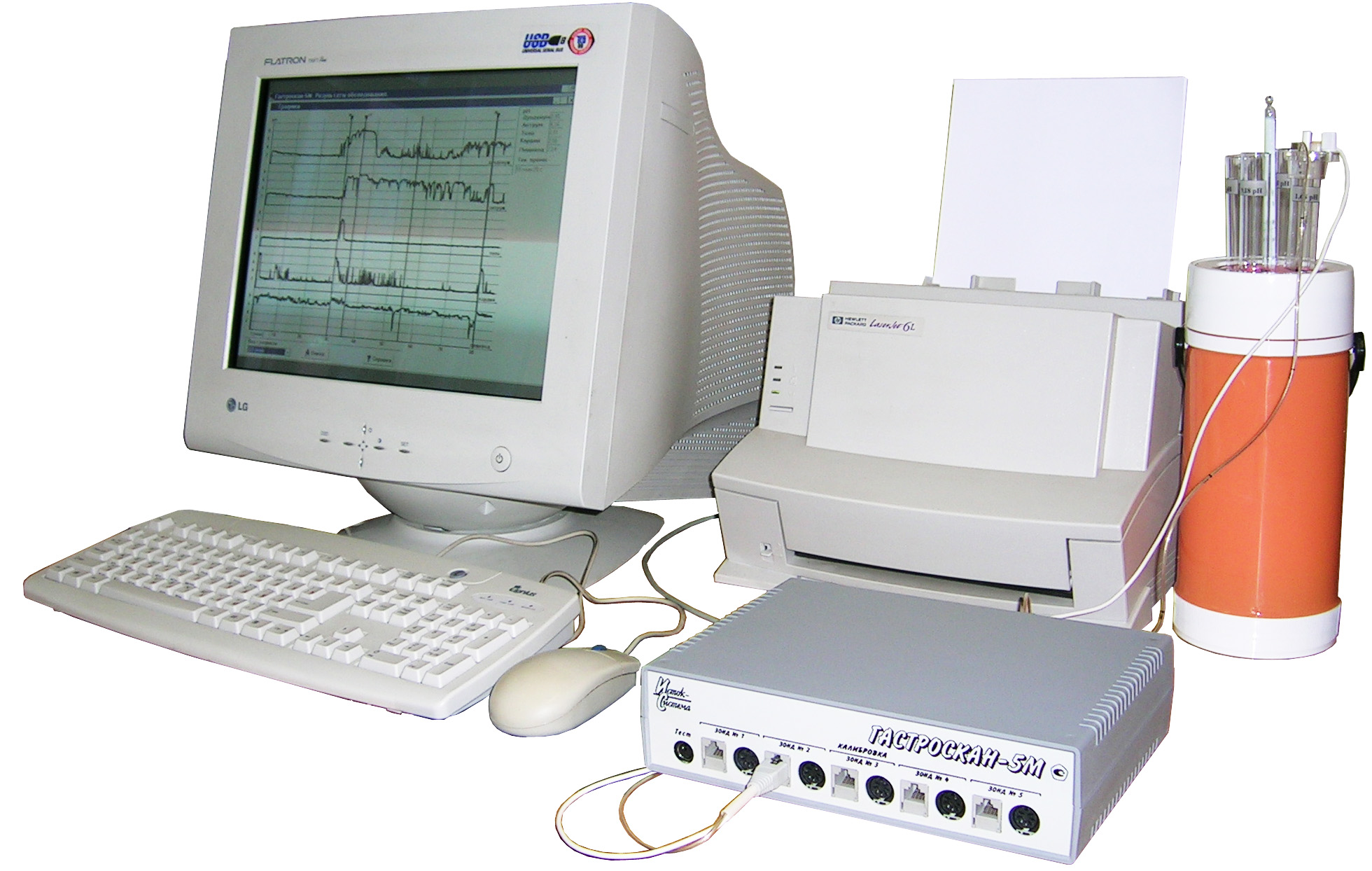
Стаціонарний ацидогастрометр «Гастроскан-5М» для внутрішньошлунковою рН-метрії у п'яти пацієнтів одночасно

Прилади сімейства «Гастроскан» і способи їх вживання вивчаються в технічних ВНЗ на факультетах біомедичної техніки, на факультетах підвищення кваліфікації лікарів та в процесі навчання студентів медичних інститутів.
«Гастроскан-5М» — комп'ютерний прилад, призначений для виміру кислотності в 5 точках травного тракту, а також для проведення діагностичних тестів, що оцінюють функціональний стан верхніх відділів ШКТ.
«Гастроскан-24» — комп'ютерний прилад, призначений для проведення тривалої (більше трьох годин) рН-метрії. Найширше застосовується для проведення 24-х годинної або добової рН-метрії. Реєструючий блок приладу пацієнт носить на ремені. До нього приєднаний трьохелектродний рН-зонд, введений в травний тракт людини. Аби рН-зонд не заважав людині їсти, пити та спати його вводять трансназально. Моніторинг кислотності проводиться в трьох, заздалегідь вибраних лікарем, точках травного тракту.
«Гастроскан-Д» — комп'ютерний прилад, призначений для виміру тиску в травному тракті за допомогою 8-канального водно-перфузійного катетера. Застосовується для манометрії стравоходу, аноректальної манометрії, антродуоденальної манометрії, манометрії сфінктера Одді.
«Гастроскан-ГЭМ» — комп'ютерний прилад, призначений для одночасного тривалого дослідження електричної активності, а відповідно, й рухової активності шлунку, дванадцятипалої, худої, клубової та товстої кишок і кислотності. Для дослідження електричної активності використовується методи електрогастрографії або периферичної електрогастроентерографії.
«Гастроскан-ЭКГ» — комп'ютерний прилад, призначений для одночасного тривалого моніторингу кислотності і електрокардіограми.
Прилади сімейства «Гастроскан» також використовуються при вирішенні численних науково-дослідних завдань, серед яких:
- створення і апробація нових методик діагностування і лікування захворювань верхніх відділів ШКТ;
- підбір препаратів і їх дозувань для оптимального медикаментозного лікування конкретних пацієнтів;
- оцінка ефективності дії препаратів (або комплексів препаратів) на хворих, що страждають на певні захворювання, дослідження, пов'язані зі здобуттям дозволів на вживання тих або інших фармакологічних препаратів у лікувальній практиці[3].